# Amphinemura forcipiloba
Amphinemura forcipiloba är en bäcksländeart som först beskrevs av Wu, C.F. 1962.  Amphinemura forcipiloba ingår i släktet Amphinemura och familjen kryssbäcksländor. Inga underarter finns listade i Catalogue of Life.